# 19007 Нірайнетан
19007 Нірайнетан (19007 Nirajnathan) — астероїд головного поясу, відкритий 2 вересня 2000 року.
Тіссеранів параметр щодо Юпітера — 3,593.